# Horst

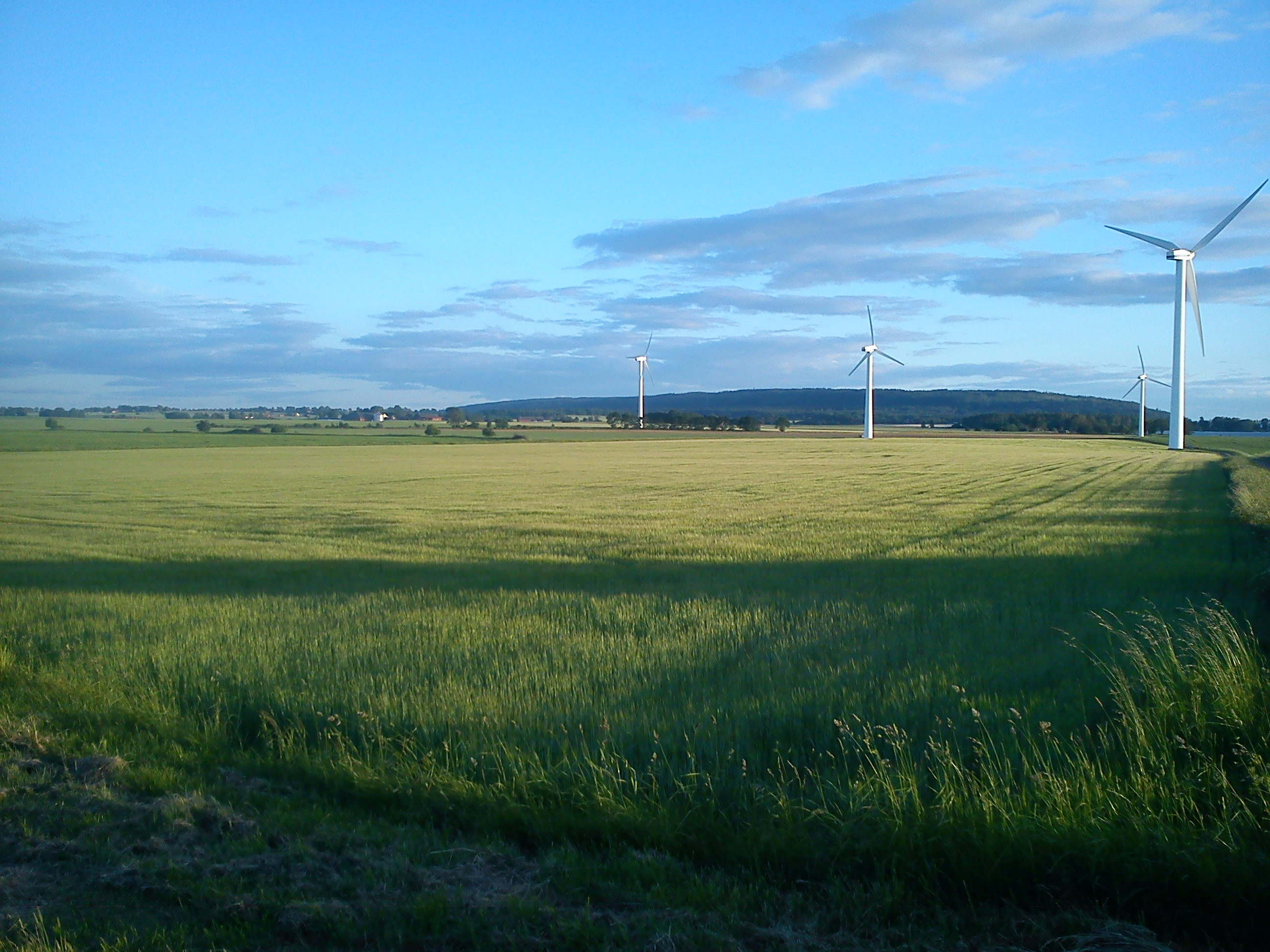
Omberg är en horst, som skjutits upp väster om Östgötaslätten

För andra betydelser, se Horst (olika betydelser).

 En horst (tyska: Horst) är ett geologiskt fenomen. Det har uppstått genom en förskjutning längs förkastningar, så att områdena på ömse sidor om horsten har sjunkit ned (eller området som definierar horsten har skjutits uppåt). Motsatsen till en horst är en gravsänka.
Horstar är vanligt förekommande i geologiska gränsområden som Skåne. Där utgör horstarna i nordväst-sydöstlig riktning ett markant drag i landskapet, i gränslinjen mellan den nordeuropeiska plattan och den skandinaviska.

## Exempel
Kolmården höjer sig över Bråviken, som går i en gravsänka. 
De skånska åsarna (Hallandsås, Nävlingeåsen, Linderödsåsen, Söderåsen och Romeleåsen) är exempel på horstar i Sverige. Kullaberg är en isolerad horst i Söderåsens förlängning. Bornholm utgör fortsättning av de skånska åsarna.
Välkända exempel söder om Östersjön är franska Vogeserna och tyska Schwarzwald, på ömse sidor om floden Rhen norr om Basel. Rhen löper alltså där i en gravsänka.